# OR1K1
OR1K1 (англ. Olfactory receptor family 1 subfamily K member 1) – білок, який кодується однойменним геном, розташованим у людей на короткому плечі 9-ї хромосоми. Довжина поліпептидного ланцюга білка становить 316 амінокислот, а молекулярна маса — 34 268.
| 10         |  | 20         |  | 30         |  | 40         |  | 50         |
| ---------- |  | ---------- |  | ---------- |  | ---------- |  | ---------- |
| MEAANESSEG |  | ISFVLLGLTT |  | SPGQQRPLFV |  | LFLLLYVASL |  | LGNGLIVAAI |
| QASPALHAPM |  | YFLLAHLSFA |  | DLCFASVTVP |  | KMLANLLAHD |  | HSISLAGCLT |
| QMYFFFALGV |  | TDSCLLAAMA |  | YDCYVAIRHP |  | LPYATRMSRA |  | MCAALVGMAW |
| LVSHVHSLLY |  | ILLMARLSFC |  | ASHQVPHFFC |  | DHQPLLRLSC |  | SDTHHIQLLI |
| FTEGAAVVVT |  | PFLLILASYG |  | AIAAAVLQLP |  | SASGRLRAVS |  | TCGSHLAVVS |
| LFYGTVIAVY |  | FQATSRREAE |  | WGRVATVMYT |  | VVTPMLNPII |  | YSLWNRDVQG |
| ALRALLIGRR |  | ISASDS     |  |            |  |            |  |            |

A: Аланін

C: Цистеїн

D: Аспарагінова кислота

E: Глутамінова кислота

F: Фенілаланін

G: Гліцин

H: Гістидин

I: Ізолейцин

K: Лізин

L: Лейцин

M: Метіонін

N: Аспарагін

P: Пролін

Q: Глутамін

R: Аргінін

S: Серин

T: Треонін

V: Валін

W: Триптофан

Кодований геном білок за функціями належить до рецепторів, g-білокспряжених рецепторів, білків внутрішньоклітинного сигналінгу. 
Локалізований у клітинній мембрані.